# Federació Portuguesa de Futbol
El futbol a Portugal és dirigit per la Federació Portuguesa de Futbol (FPF) (portuguès: Federação Portuguesa de Futebol, pron. IPA: [fɨdɨɾɐ'sɐ̃ũ puɾtu'gezɐ dɨ futɨbɔɫ]).
És l'encarregada d'organitzar la segona i tercera divisions portugueses, la Copa de Portugal, la Supercopa Cândido de Oliveira, les categories inferiors, el futbol femení, el futbol sala i la selecció portuguesa de futbol. Té la seu a Lisboa.